# 赤井彰
赤井 彰（あかい あきら、1919年6月8日 - 1998年1月21日）は、西洋史学者、獨協大学名誉教授。フランス史が専門。
和歌山県橋本市出身。1941年東京帝国大学文学部西洋史卒。北海道大学助教授、獨協大学教授、1989年定年退任、名誉教授。1998年、呼吸不全のため死去。

## 著書
- 世界史の人びと 4 近代のあけぼの 筑摩書房 1956
- スペイン無敵艦隊の最期 人物往来社 1968 (世界のドキュメント)

## 共著
- 西洋史通論 上巻 井上泰男共編 明玄書房 1962
- 新西洋史通論 井上泰男,平城照介共編著 明玄書房 1966
- 世界の歴史 第7 ヨーロッパの目ざめ 山上正太郎共著 集英社 1968
- 世界の宗教 第3 告白と抵抗 プロテスタント 木村尚三郎,井門富二夫共著 淡交社 1969
- 世界の歴史 7 文芸復興の時代 山上正太郎,相田重夫共著 社会思想社 1974 (現代教養文庫)

## 翻訳
- ルネッサンス / ポール・フォール 白水社 1952 (文庫クセジュ)
- 年表世界史 第3 近代編 ジャン・ドゥロルム 白水社 1967 (文庫クセジュ)
- 世界を創った人びと 24 ヴィクトル・ユゴー フランスロマン派の文豪 /編訳 平凡社 1980.1
- バスティーユ占領 ジャック・ゴデショ 白水社 1986.5 (ドキュメンタリー・フランス史)
- ブローデルとブローデルの世界 「アナール派」史学研究のために 刀水書房 1991.12